# Кызылтепе
Кызылтепе (тур. Kızıltepe) — город и район в провинции Мардин (Турция).

## История
Люди жили в этих местах с древнейших времён. Впоследствии город входил в состав разных государств; с 1517 года он попал в состав Османской империи.

## География
Помимо собственно города Кызылтепе в округ входят ещё 4 небольших городка с населением от 5 тысяч человек и около 200 деревень. Южная граница округа одновременно является границей Турции с Сирией.